# Hot 100 Airplay
Hot 100 Airplay, också känd som Radio Songs, är en lista framställd av Billboard. Den är baserad på radiospelningar.